# Нојбург на Рајни
Нојбург на Рајни (њем. Neuburg am Rhein) општина је у њемачкој савезној држави Рајна-Палатинат. Једно је од 31 општинског средишта округа Гермерсхајм. Према процјени из 2010. у општини је живјело 2.518 становника. Посједује регионалну шифру (AGS) 7334021.

## Географски и демографски подаци
Нојбург на Рајни се налази у савезној држави Рајна-Палатинат у округу Гермерсхајм. Општина се налази на надморској висини од 106 метара. Површина општине износи 8,2 km². У самом мјесту је, према процјени из 2010. године, живјело 2.518 становника. Просјечна густина становништва износи 305 становника/km².